# Антонов Ан-24
Антонов Ан-24 (наименование в НАТО: Coke) е 44 местен самолет с два турбовитлови двигателя. Произвеждан е в СССР от АНТК Антонов.
В Авиомузей Бургас може да бъде видян както отвън, така и отвътре, Антонов Ан-24, модификация Б, с държавен регистрационен знак LZ-ANL.

## Разработка
Първият полет е през 1959 г. Произведени са над 1000 бройки, като над 800 все още са в експлоатация най-вече в страните от ОНД и Африка. Към август 2006 г. 448 самолета Ан-24 са били на служба в различни авиолинии.
Ан-24 е конструиран за да замести ветерана Ил-14, транспортен самолет за къси или средно дълги превози. Конструкцията на самолета е оптимизирана за да може да излита и от непригодени летища и площадки.

## Оператори

### Военни
АфганистанВоенновъздушни сили на Афганистан получават 6 самолоета през 1975.
 АлжирВоенновъздушни сили на Алжир
 АнголаВоенновъздушни сили на Ангола
 АрменияВоенновъздушни сили на Армения
 АзербайджанВоенновъздушни сили на Азърбайджан
 БангладешВоенновъздушни сили на Бангладеш, всички изведени от експлоатация
 БеларусВоенновъздушни сили на Беларус
 БългарияВоенновъздушни сили на България
 КамбоджаВоенновъздушни сили на Камбоджа
 КитайВоенновъздушни сили на Китай; като Y-7
 Република КонгоВоенновъздушни сили на Конго
 КубаВоенновъздушни сили на Куба
 ЧехияВоенновъздушни сили на Чехия (преди 2005)
 ЧехословакияВоенновъздушни сили на Чехословакия – вече не е в експолатация.
 ГДРВоенновъздушни сили на Източна Германия
 ЕгипетВоенновъздушни сили на Египет
 ГрузияВоенновъздушни сили на Грузия
 ГвинеяВъоръжени сили на Гвинея
 Гвинея-БисауВъоръжени сили на Гвинея-Бисау
 УнгарияВоенновъздушни сили на Унгария
 ИранВоенновъздушни сили на Иран
 ИракВоенновъздушни сили на Ирак
 КазахстанВъоръжени сили на Казахстан
 ЛаосВоенновъздушни сили на народна република Лаос
 МалиВъоръжени сили на Мали
 МонголияВъоръжени сили на Монголия
 Северна КореяВоенновъздушни сили на Северна Корея
 ПолшаВоънновъздушни сили на Полша
 РумънияВоънновсъдушни сили на Румъния – поне 24 Ан-24 са изведени от експлоатация през 2007 г.
 Русия
- Военновъздушни сили на Русия
- Военноморска авиация на Русия

 СловакияВоенновъздушни сили на Словакия – последния изведен от експлоатация през 2006 г.
 СомалияВоенновъздушни сили на Сомалия
 СуданВоенновъздушни сили на Судан
 СирияВоенновъздушни сили на Сирия
 УкрайнаВоенновъздушни сили на Украйна
 СССР
- Военновъздушни сили на СССР
- Военноморска авиация на СССР

 УзбекистанВоъръжени сили на Узбекистан
 ВиетнамВоенновъздушни сили на Виетнам
 ЙеменВоенновъздушни сили на Йемен